# Вакаяма (город)
Вакая́ма (яп. 和歌山市 Вакаяма-си) — центральный город Японии на острове Хонсю, административный центр префектуры Вакаяма.
Площадь города составляет 209,23 км², население — 364 380 человек (1 августа 2014), плотность населения — 1741,53 чел./км². В городе сосредоточено 40 % населения префектуры. Население города растёт несмотря на то, что фирма Sumitomo Steel переместила значительную часть своей активности в Китай.
Город был основан 1 апреля 1889 года.
Вакаяма разделена на две части рекой Кинокава. На севере границы города подходят к префектуре Осака. Город знаменит крепостью, построенной на горе Торафусу, откуда во время периода Эдо правил Токугава Ёсимунэ, восьмой сёгун рода Токугава.

## Города-побратимы
Вакаяма является городом-побратимом следующих городов:
- Бейкерсфилд, США (1961);
- Ричмонд, Канада (1973);
- Цзинань, КНР (1983);
- Чеджу, Южная Корея (1987).